# آسکاینن
آسکاینن (به فنلاندی: Askainen) تلفظ فنلاندی: [ [ˈɑskɑi̯nen]] (به سوئدی: Villnäs) شهر سابقی در  فنلاند بود. این شهر به همراه لمو، در ۱ ژانویه ۲۰۰۹ با ماسکو ادغام شد.
این شهر در منطقه جنوب غرب فنلاند واقع شده بود و ۹۳۸ نفر جمعیت (۲۰۱۴-۱۲-۳۱) و مساحتی معادل ۶۱.۵۲ کیلومتر مربع (بدون احتساب دریا) داشت که ۰.۲۶ کیلومتر مربع آن آب‌های داخلی است. تراکم جمعیت ۱۵.۳۱ نفر در هر کیلومتر مربع بود.
تنها زبان این شهر فنلاندی بود.